# Megalaimidae
Megalaimidae je čeleď ptáků z řádu šplhavců, kteří obývají orientální oblast.

## Systematika
Megalaimidae je poměrně nově rozeznanou čeledí. Status skupiny se měnil s tím, jak se vyvíjela klasifikace šplhavců, která byla překopána zejména po příchodu genetických analýz. Druhy, které se dnes řadí k Megalaimidae , byly původně řazeny k vousákovitým (Capitonidae), kteří obývají Jižní a Střední Ameriku. Někdy se naopak vousákovití i Megalaimidae řadili k tukanovitým (Ramphastidae), kde po vydělení vousákovitých a Megalaimidae do samostatných čeledí zbyli už jen praví tukani a arassariové. Moderní výzkumy DNA z počátku 21. století ukázaly, že Megalaimidae z orientální oblasti tvoří samostatnou skupinu, která byla vyčleněna do samostatné čeledi.

### Seznam druhů
Rozeznávají se následují druhy:
podčeleď Megalaiminae
- rod Psilopogon
  - vousák pruhozobý (Psilopogon pyrolophus)
  - vousák velký (Psilopogon virens)
  - vousák červenořitý (Psilopogon lagrandieri)
  - vousák hnědohlavý (Psilopogon zeylanicus)
  - vousák čárkovaný (Psilopogon lineatus)
  - vousák zelený (Psilopogon viridis)
  - vousák zelenouchý (Psilopogon faiostrictus)
  - vousák hnědohrdlý (Psilopogon corvinus)
  - vousák zlatovousý (Psilopogon chrysopogon)
  - vousák pestrobarvý (Psilopogon rafflesii)
  - vousák harlekýn (Psilopogon mystacophanos)
  - vousák jávský (Psilopogon javensis)
  - vousák žlutočelý (Psilopogon flavifrons)
  - vousák žlutohrdlý (Psilopogon franklinii)
  - Psilopogon auricularis
  - vousák černobrvý (Psilopogon oorti)
  - Psilopogon annamensis
  - Psilopogon faber
  - Psilopogon nuchalis
  - vousák modrolící (Psilopogon asiaticus)
  - Psilopogon chersonesus
  - vousák bornejský (Psilopogon monticola)
  - vousák černouzdičkový (Psilopogon incognitus)
  - vousák malajský (Psilopogon henricii)
  - vousák plamenočelý (Psilopogon armillaris)
  - vousák zlatošíjný (Psilopogon pulcherrimus)
  - vousák proměnlivý (Psilopogon australis)
  - Psilopogon duvaucelii
  - vousák černohrdlý (Psilopogon eximius)
  - vousák indický (Psilopogon rubricapillus)
  - Psilopogon malabaricus
  - vousák zvučnohlasý (Psilopogon haemacephalus)

podčeleď Caloramphinae
- rod Caloramphus
  - vousák hnědý (Caloramphus fuliginosus)
  - Caloramphus hayii

## Popis

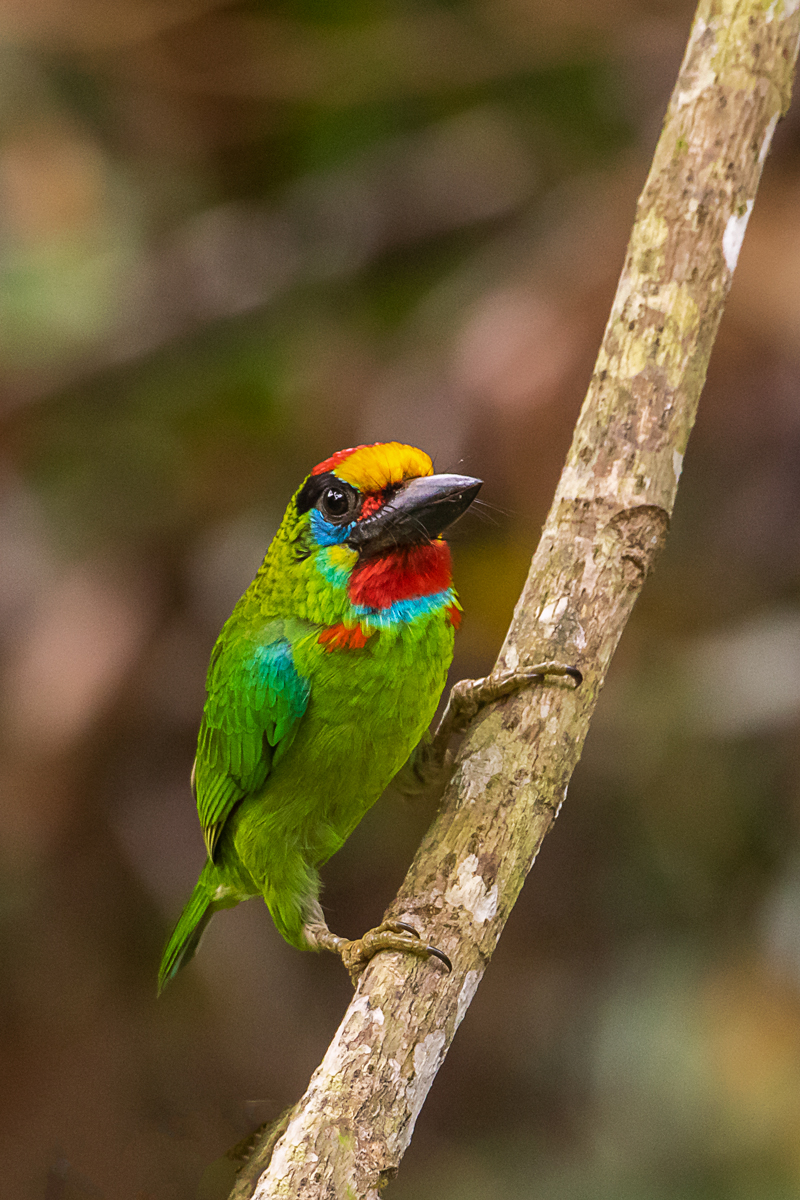
Vousák harlekýn (Psilopogon mystacophanos)

Jedná se o menší ptáky s délkou těla kolem 15–25 cm. Tělo je malé, avšak statné, krk natolik krátký, až se zdá, že není vůbec přítomen. Zobák kónického tvaru je krátký, avšak velmi silný s ostrou špičkou. Zástupci čeledi Megalaimidae jsou známí svým nápadně zbarveným opeřením, které je většinou zelené až olivově hnědé, některé druhy mají v oblasti hlavy nápadné kontrastní vzorce. Mívají u kořene zobáků štětiny.

## Biologie
Tito ptáci jsou častěji slyšet, než vidět. Většinou se pohybují vysoko v korunách stromů, kde sbírají ovoce, hlavní složku jídelníčku většiny druhů. Mnoho druhů pojídá především fíky (Ficus). Některé jiné druhy však pojídají hlavně hmyz a další bezobratlé, případně i menší obratlovce, jako jsou žáby. Jak už se sluší na zástupce řádu šplhavců, jedná se o velmi dobré šplhače po stromech.
Většina druhů je monogamních. Stavba hnízda, inkubace i péče o mláďata je sdílená mezi oběma partnery, některé druhy mají kooperativní rozmnožovací systém, kdy tyto zmíněné činnosti pomáhá zajišťovat skupina. Hnízdí hlavně v dutinách, které si partneři společně vydlabou v uschlém dřevě nebo případně v termitištích. Kladou 1–6 vajec přímo na dno dutiny bez vystýlky. Vývoj ptáčat po vyklubání je jen pomalý, hnízdo opouští kolem věku 5–6 týdnů.

## Výskyt
Hlavní habitat druhu tvoří lesy, v nichž tito ptáci nejsou příliš vybíraví. Vyskytují se v opadavých i stálezelených lesích primárního i sekundárního typu, od nížin po vysoké hory. Některé druhy lze nalézt i v oblastech lidských sídel jako jsou zahrady a sady.

## Ohrožení
Obecně se dá říci, že tyto ptáky nic akutně neohrožuje, nicméně zánik lesních habitatů v jižní Asii pokračuje rychlým tempem, a tak se dá předpokládat, že zejména druhy s omezenou oblastí výskytu budou v budoucnu čelit ohrožení následkem úbytku přirozených stanovišť.